# 六龜區
六龜區，舊稱「六龜里」，前身「六龜鄉」，位於中華民國高雄市東北半葉南部，東鄰桃源區、茂林區，西鄰甲仙區、杉林區、美濃區，南接臺灣省屏東縣高樹鄉、三地門鄉。
六龜區位居屏東平原與中央山脈之丘陵交會地，地處六龜地塹帶，荖濃溪縱谷西岸六龜河階上，南北狹長。本區在氣候上屬熱帶季風氣候，高溫多雨，年均溫為攝氏23度，每年5月至9月為雨季，降雨量全年約1,500-2,000公釐。年平均最低溫為攝氏21.6度，平均最高溫為攝氏28.4度。本區居民以客家（約佔44%）、閩南族群為主，亦有外省及多個原住民族群。全區均被納入茂林國家風景區範圍，近年來觀光業蓬勃發展。
地方通行語為台灣客家語南四縣腔與台灣閩南語。

## 沿革
1902年6月1日，名為蕃薯寮廳六龜里庄。 1910年2月1日，行政區域調整，改編為阿猴廳六龜里支廳。 1920年10月1日，行政區域調整，改編為高雄州屏東郡六龜，轄六龜、土壠灣、新威、新開、荖濃等五個大字。 1932年11月10日，行政區域調整，改編為高雄州旗山郡六龜庄。 
1945年10月25日，中華民國接管臺灣，六龜庄改制為高雄縣旗山區六龜鄉，轄六龜、義寶、土壟、新威、新寮、新發、荖濃等七個村。1950年台灣行政區重整，廢除區署，本鄉定名為高雄縣六龜鄉。1953年7月9日，本鄉為配合行政區域需要，調整為六龜、義寶、土壟、中興、新威、新興、新寮、新發、荖濃、寶來等十個村。 1970年7月1日，因行政區域調整，將義寶村劃分二村，增加文武村，新寮村亦分為二村增加大津村共十二個村。1972年2月1日，土壟村更名為興龍村。2010年12月25日，因高雄縣市合併，改為高雄市六龜區。

## 人口
根據高雄市政府民政局統計，2024年底六龜區戶數約5.4千戶，人口約1.2萬人，區內人口最多與最少的里分別是中興里與大津里，2024年底兩里人口分別為1,524人與309人。
六龜地區人口所屬族群有大武壠族、拉阿魯哇族、卡那卡那富族、魯凱族、排灣族、布農族、客家裔臺灣人、閩南裔臺灣人等。鄰接地區有許多原住民族群居住。

## 政治

### 歷屆首長

#### 鄉長
- 第一.二.三屆邱貴春
- 第四.五屆楊運春
- 第六.七屆劉武智
- 第八.九屆徐添明
- 第十屆陳秀雄
- 第十一屆蕭國輝
- 第十二.十三屆陳俊生
- 第十四屆蕭華興
- 第十五屆林俊傑

#### 區長
- 葉吉祥
- 宋貴龍
- 楊孝治
- 陳昱如

### 區政組織
六龜區公所是高雄市政府在六龜區的派出機關，在中華民國政府架構中為市政府綜理區政的執行機關，上級業務監督機關為高雄市政府。区长由市長任命，其任期為無任期保障。在區長及主任秘書之下，設有3課4室等7個內部單位。

### 行政區劃
| 六龜區行政區劃                                                                                  |
| 寶來里 荖 濃 里 新 發 里 六龜里 興 龍 里 義寶里 文 武 里 中 興 里 大 津 里 新興里 新威里 新寮里 |

上圖西北側荖濃里與寶來里之間的缺口為桃源區的飛地－建山里。

## 教育

### 高級中等學校
- 高雄市立六龜高級中學

### 國民中學
- 高雄市立六龜高級中學附屬國民中學
- 高雄市立寶來國民中學[10]

### 國民小學
- 高雄市六龜區六龜國民小學[11]
- 高雄市六龜區新威國民小學[12]
- 高雄市六龜區荖濃國民小學[13]
- 高雄市六龜區新發國民小學[14]
- 高雄市六龜區寶來國民小學[15]
- 高雄市六龜區龍興國民小學[16]

## 交通

### 客運
- 高雄客運六龜站

### 公路
- 國道十號（高雄支線，規劃中）
  - 六龜（新威大橋）延伸案高美大橋交流道

國道十號 ── 當地民眾極力爭取國道十號延伸高美大橋並設立交流道，再繼續延伸到六龜新威大橋止。

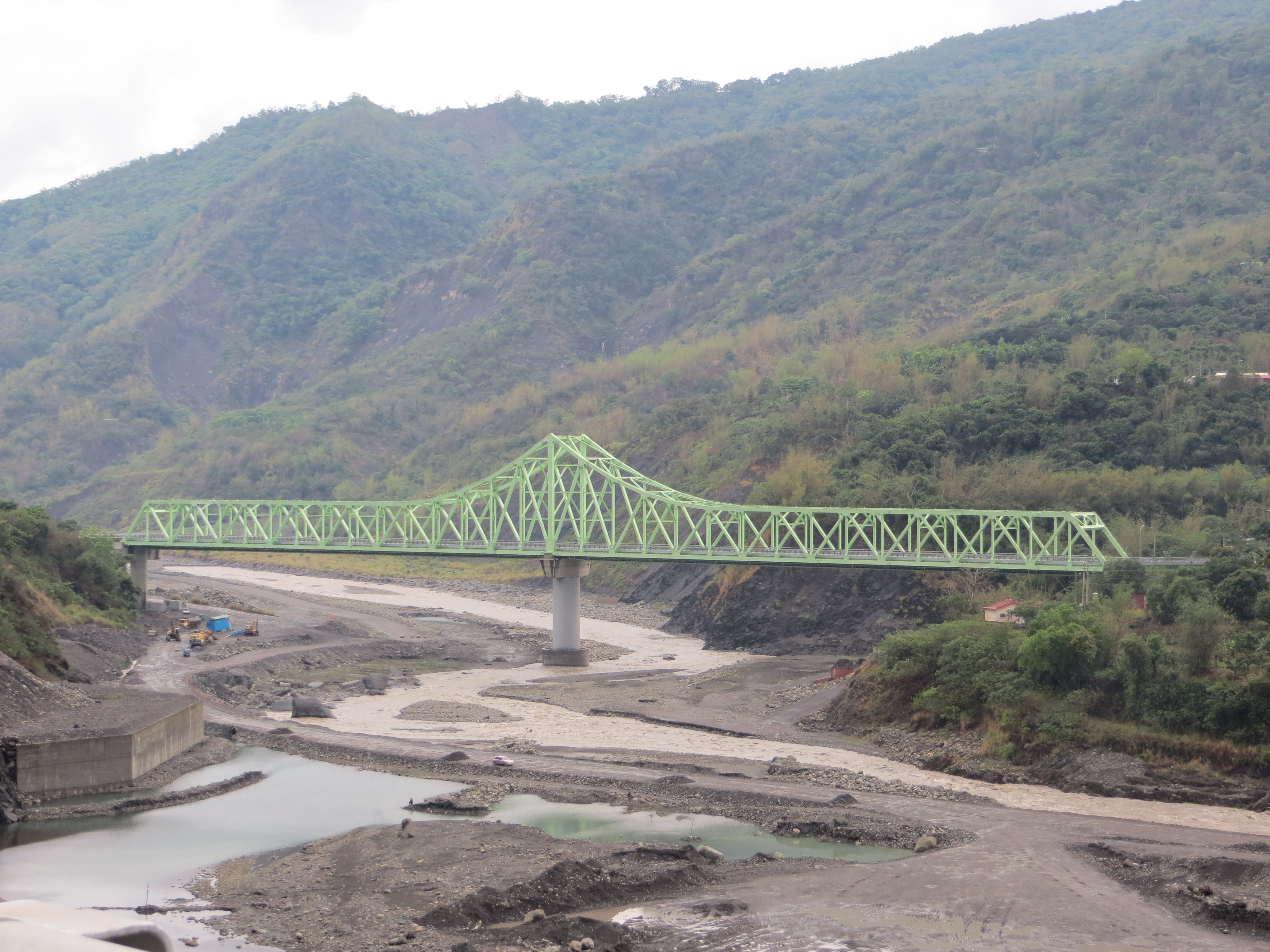
六龜境內的台27線新發大橋，下方即荖濃溪。

- 台20線：南橫公路

- 台27線
  - 台27甲線
- 台28線

### 重要橋樑
- 六龜大橋
- 新威大橋
- 東溪大橋
- 寶來一橋
- 新發大橋

## 宗教禮拜場所

### 道教和臺灣民間信仰
- 六龜天后宮
- 六龜法師宮
- 大津津鳳宮
- 六龜慈祐宮
- 荖濃聖君廟
- 新威勸善堂
- 新威聖君廟
- 六龜尾庄聖母宮
- 天竺山天公廟

### 佛教
- 諦願寺
- 妙通寺
- 清涼山護國妙崇寺

### 一貫道
- 神威天臺山道場

### 原住民祖靈信仰
- 大武壠族六龜公廨（公祖廟）

### 基督宗教
| 宗派                             | 教會（禮拜堂 / 聖堂）                  |
| -------------------------------- | -------------------------------------- |
| 天主教                           | 聖瑪達肋納堂                           |
| 歸正宗長老會（臺灣基督長老教會） | 六龜教會、六農教會、恩濃教會           |
| 浸禮宗（浸信會）                 | 六龜浸信會                             |
| 召會                             | 高雄市召會（大津會所、信義巷會所）     |
| 其他                             | 基督復臨安息日會六龜教會、大津基督教會 |

## 觀光旅遊
- 松柏林民宿渡假山莊
- 彩虹山大佛
- 邦腹溪風景區
- 龜王岩
- 六龜育幼院
- 成功吊橋
- 寶來溫泉（不老溫泉）
- 新寶來溫泉遊樂區
- 荖濃溪泛舟
- 扇平森林遊樂區
- 彩蝶谷
- 十八羅漢山（火炎山）
- 三合橋
- 新威森林公園 (茂林國家風景區遊客服務暨行政管理中心、陳文龍紀念館)

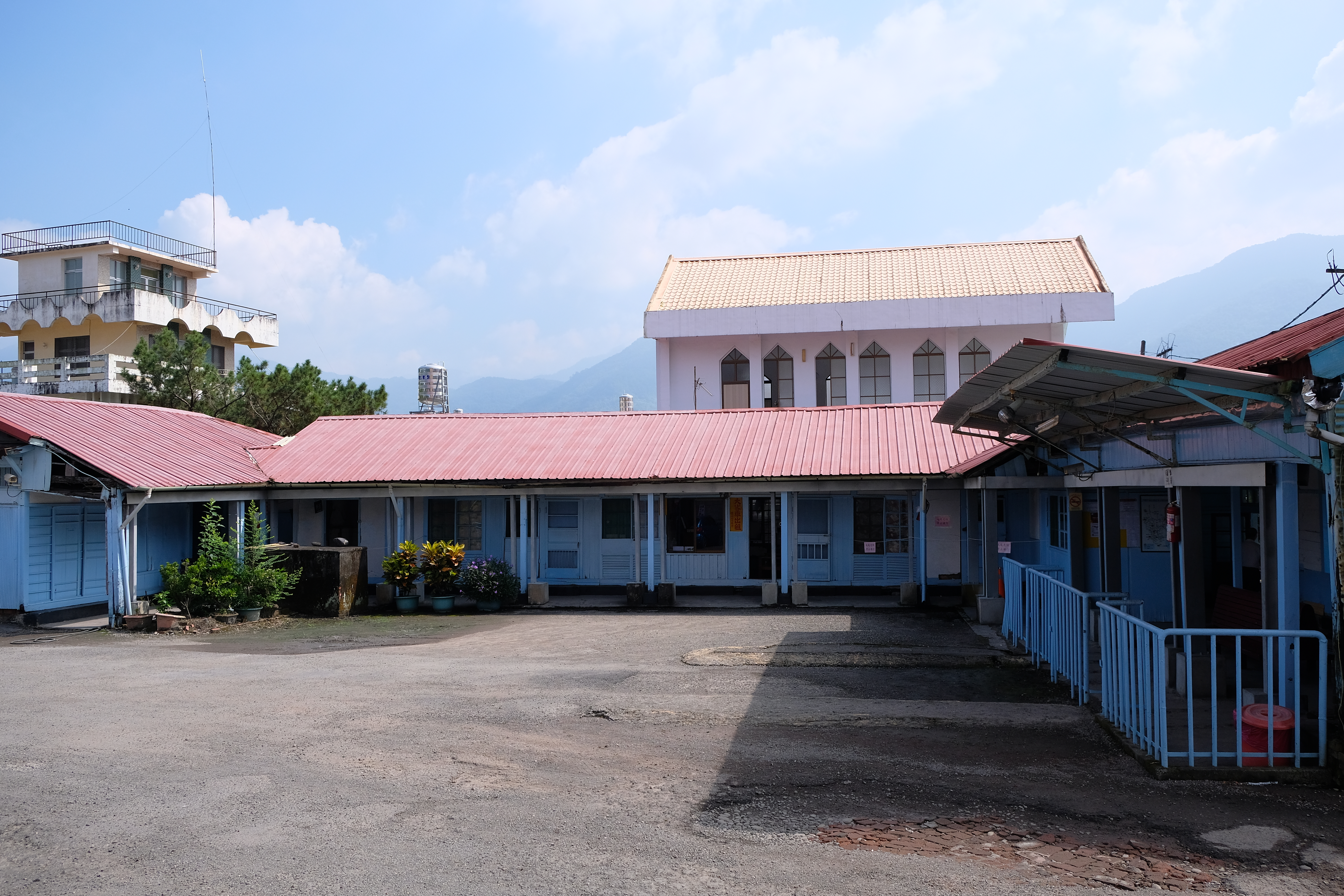
原六龜里池田屋

- 新威景觀大橋
- 大津登山訓練中心
- 五公山登山步道 (日治時代警察防禦道)
- 六龜隧道
- 茂林國家風景區

- 彩蝶谷
- 新寮古道
- 不老溫泉
- 十八羅漢山
- 新威景觀大橋
- 楓荔林步道
- 新威森林公園
- 諦願寺
- 池田屋
- 洪稛源商號
- 龜王文化祭

### 原住民文化
- 大武壠頂荖濃太祖祭典[17]

## 特產
- 黑鑽石蓮霧
- 金煌芒果
- 金萱茶
- 棗子

## 其它

### 八八水災
八八水災於2009年8月8日，莫拉克颱風帶來前所未有的雨量，嚴重受創六龜區，區內臺27線與臺27甲線全部中斷，新開部落下崁地方土石流，32人遭活埋，水災發生半月餘只陸續找出3名罹難者遺體。

## 外部連結
- 六龜區公所Archive.today的存檔，存档日期2013-07-06
- YouTube上的【台灣，你好！】沙發環島空拍鷹眼系列 - 2015/7/27 高雄六龜鄉十八羅漢山 卷一
- 王鵬字《20090810 莫拉克颱風六龜災情》六龜鄉觀光課
- 《六龜服務區-莫拉克颱風災害說明》  （页面存档备份，存于）